# C-Clown
C-Clown (корейский: 씨클라운; сокращение от Crown Clown) — южнокорейский бойз-бэнд, дебютировавший 19 июля 2012 года на музыкальном шоу Mnet M! Countdown и выступающий под лейблом Yedang Entertainment.
Достоверно известно, что название группы — это аббревиатура от «Crown Clown» («корона» + «клоун»). Существует несколько неподтвержденных на данный момент версий значения C-Clown.
В русскоязычном фандоме придерживались мнения, что:

«Crown (корона) символизирует короля, а clown — клоуна или шута. Однажды, король и клоун станут одним человеком. То есть, эти ребята хотят сказать, что на момент дебюта они являются всего лишь шутами (новичками), но они надеются, что в один прекрасный день, эти самые шуты в прямом смысле этого слова, станут королями музыкальной индустрии».— Профайл C-CLOWN на Korean Space
.
В англоязычной среде же мы видим другую версию:

«Итак, чтобы понять смысл, отбросим „C“ и „N“. Получим „Row“ как „King“, „Low“ как „Clown“. Это намеренная ирония в заявленном названии. Первая часть: „ряд (шеренга)“ как „король“. Вы видели королевский ряд? А если именно так, то почему королевский ряд? Он — Король! Вот в этом и ирония. Король ничего подобного не сделал бы [прим.: не встал в один ряд с кем-либо]. Но все же и короли просто люди. Вторая часть: „унылый (упавший духом)“ как „клоун“. Клоуны никогда не унывают, они всегда веселы. Но и они не могут вечно быть счастливыми, верно? Они [видимо, группа] хотели передать идею со скромным Королём и Клоуном, который не всегда шутит и юродствует. Эта идея: быть скромным и помнить, что мы всего лишь ЛЮДИ. Таким образом, концепт в том, что Клоун в итоге станет Королём».— Meaning of C-Clown (c) hanyshoney
В любом случае, в названии очевидны аллюзии на два произведения: корейский фильм Мужчина Короля (в российском прокате «Король и шут») и японскую мангу и анимэ D.Gray-man.
4 октября 2015 года агентство Yedang объявило о роспуске группы. Было сообщено, что несмотря на распад, шестеро участников продолжат находиться под крылом Yedang: «Некоторые участники продолжат работать в качестве продюсеров Yedang, в свою очередь остальные участники вернутся в составе новых групп после подготовки».

## Участники
| Сценический псевдоним | Сценический псевдоним | Имя                 | Имя     | Дата рождения | Позиция в группе       |
| Транскрипция          | Хангыль               | Транскрипция        | Хангыль | Дата рождения | Позиция в группе       |
| --------------------- | --------------------- | ------------------- | ------- | ------------- | ---------------------- |
| Ром                   | Rome (롬)             | Ю Баром (Паром)     | 유바롬  | 06.09.1990    | лидер, рэпер           |
| Сиу                   | 시우                  | Ким Тхэмин          | 김태민  | 05.05.1993    | вокалист               |
| Рей                   | Ray (레이)            | Ким Хёниль          | 김현일  | 19.04.1994    | вокалист               |
| Кан Джун              | 강준                  | Кан Джун            | 강준    | 21.04.1994    | вокалист               |
| Тикей                 | T.K (티케이)          | Ли Мину             | 이민우  | 20.12.1995    | рэпер                  |
| Мару                  | 마루                  | Ли Джэджун (Чэджун) | 이재준  | 25.09.1997    | рэпер, вокалист, маннэ |

## Дискография
| № п/п | Информация о диске                                                                   | Содержание |
| ----- | ------------------------------------------------------------------------------------ | --- |
| 1     | Not Alone - Страна: Южная Корея - Тип: 1-й мини-альбом - Дата релиза: 19.07.2012     | Треклист 1. I’m Not Alone 2. SOLO 3. In The Car 4. Destiny 5. SOLO (Inst.) 6. In The Car (Inst.) |
| 2     | Young Love - Страна: Южная Корея - Тип: 2-й мини-альбом - Дата релиза: 15.11.2012    | Треклист 1. 멀어질까봐 2. Good-Night 3. Cold (Naration 하니 Of EXID) 4. 멀어질까봐 (Acoustic Guitar ver.) 5. 멀어질까봐 (Inst.) 6. Good-Night (Inst.) 7. Cold (Inst.)                                                                                              |
| 3     | Do You Remember? - Страна: Южная Корея - Тип: 1-й сингл - Дата релиза: 02.04.2013    | Треклист 1. Do You Remember? (그땐 그랬지) (With Ali) |
| 4     | Shaking Heart - Страна: Южная Корея - Тип: 3-й мини-альбом - Дата релиза: 18.04.2013 | Треклист 1. Hell Yeah!! 2. 흔들리고 있어 3. 멀리 멀리 4. 그땐 그랬지 (feat.알리) 5. 너무 예뻐 |
| 5     | Tell Me - Страна: Южная Корея - Тип: 2-й сингл - Дата релиза: 06.01.2014             | Треклист 1. Tell Me (말해줘) |
| 6     | Justice - Страна: Южная Корея - Тип: 3-й сингл - Дата релиза: 13.02.2014             | Треклист 1. Justice (암행어사) |
| 7     | Let’s Love - Страна: Южная Корея - Тип: 4-й мини-альбом - Дата релиза: 08.07.2014    | Треклист 1. Let's Love (나랑만나) 2. Babyface 3. Yeah 4. To. CROWN 5. My Lady 6. Justice (암행어사) 7. Tell Me (말해줘) Intro Remix Ver. 8. Far Away (멀리멀리) Intro Remix Ver. 9. Destiny (우연이야) Intro Remix Ver. 10. In The Car (차안에서) Intro Remix Ver. |

## Клипография
- [19.07.2012] SOLO
- [15.11.2012] Far Away… Young Love
- [01.04.2013] Do You Remember? (совместно с ALi)
- [18.04.2013] Shaking Heart
- [06.01.2014] Tell Me
- [13.02.2014] Justice
- [08.07.2014] Let’s Love